# Чоара
Чоара (рум. Cioara) — село у Гинчештському районі Молдови. Утворює окрему комуну.

## Населення
За даними перепису населення 2004 року у селі проживали 2362 особи.
Національний склад населення села:
| Національність       | Кількість осіб | Відсоток   |
| -------------------- | -------------- | ---------- |
| молдавани румуни     | 2324 14        | 98,4% 0,6% |
| росіяни              | 15             | 0,6%       |
| українці             | 7              | 0,3%       |
| інша / без відповіді | 2              | 0,1%       |
| Всього               | 2362           | 100%       |